# Хумајунов гроб
Хумајунов гроб (хинди: हुमायूँ का मक़बरा, урду: ہمایون کا مقبره, Humayun ka Maqbara) је маузолеј могулског цара Хумајуна из 1562. године, смештен у Низамудину, источном делу града Делхија (Индија), у непосредној близини утврђења Дина-Панах (Purana Qila) коју је изградио Хумајун 1533. године.
Гробницу је наручила Хумајунова супруга Хамида Бану Бегум, а дизајнирао ју је персијски архитекта Мирак Мирза Гијат. Изабран је локалитет на обалама Јамуне у близини Низамудин Даргаха, маузолеја суфијског свеца који се слави у Делхију, Низамудин Ајлија
То је била прва врт-гробница на индијском полуострву, и такође прва грађевина те величине од црвеног пешчара. Због тога је 1993. године гробница уписана на УНЕСКО-ов Списак места Светске баштине у Азији и Аустралазији, и тада су започети опсежни радови њене обнове, који су још увек у току. 

## Одлике
Комплекс Хумајунове гробнице обухвата маузолеј цара Хумајуна, у којему се налазе гробнице његових супруга Хамиде Бегум и Дара Шикох, сина каснијег цара Шаха Џахана, као и бројне друге Могуле, укључујући и цара Шаха Џахандара, Фаруксијара, Рафи ул-Дарјата, Рафи УД-Даулата и Аламгира II. Њихове грађевине представљају велики напредак могулске архитектуре, а повезује их врт Чарбаг, типичан персијски врт који се никада до тада није видео пре у Индији, а који је постао преседан за све касније могулске архитектуре. На Хумајуновој гробници се може препознати јасно одступање од прилично скромног маузолеја његова оца, првог могулског цара Бабура, Баг-е Бабур ("Бабуров врт") у Кабулу (Авганистан). Иако је Бабуров врт био почетак традиције сахрањивања у "рајском врту", Хамујанова гробница је корак даље од Гур-е Амира, гробнице његовог претка и освајача Азије, Тимура Великог у Самарканду. Она је била преседан за будућу могулску архитектуру краљевских маузолеја која је достигла свој врхунац с Таџ Махалом у Агри.
Сам маузолеј има испред платформу с низом аркада која га визуелно проширује и наглашава средишњу платформу с високим ајваном (лучни портал) изнад којег се уздиже купола. Испод куполе се налази осмоугаони средишњи простор с два кенотафа Хумајуна и његове супруге (стварни гробови се налазе испод пода). У угловима се налази по један мали павиљон с куполом (чатрис), који су били уобичајено у то време у домовини персијског архитекта, баш као и пречка с лоптом на врху (јамур), која је повећавала куполу у средини. Средишња главна зграда има четири мање у угловима у којима се налазе кенотафи чланова владарске породице. Видљива грађевина се састоји од црвеног пешчара, само су зид куполе и неке апликације израђене од белог мермера.
Око гробнице налази се утеловљење "рајског врта" како је описан у Курану - Чахар Баг врт, први такве врсте у Индији.
Осим главне зграде Хумајунове гробнице, ту се налази и неколико мањих споменика, укључујући главни улаз на западу, те двадесет година старију гробницу Иса Кхан Ниyазија, авганистанског племића на двору Шер Шах Сурија (владара Сури династије који су се борили против Могула) из 1547. године.
- Спољни лук гробнице с два спрата ниша
- Симболични михраб изнад раскошно исклесане мермерне преграде испред Хамујановог кенотафа
- Гробница Иса Кана Нијаза у вртовима Чар Баг
- Иса Канова џамија (1547)
- Маузолеј Наи-ка-Гумбад